# 니시나루세촌
니시나루세촌(西成瀬村)은 아키타현 오가치군에 있던 촌이다. 현재의 요코테시 남단, 마스다 지역 동부에 해당한다.

## 역사
- 1889년 4월 1일 - 정촌제 시행에 의해 5촌의 구역으로 성립하였다.
- 1955년 4월 1일 - 히라카군 마스다정과 합병해, 새로운 마스다정이 성립해, 동일 니시나루세촌이 폐지되었다.